# 북윌란 지역

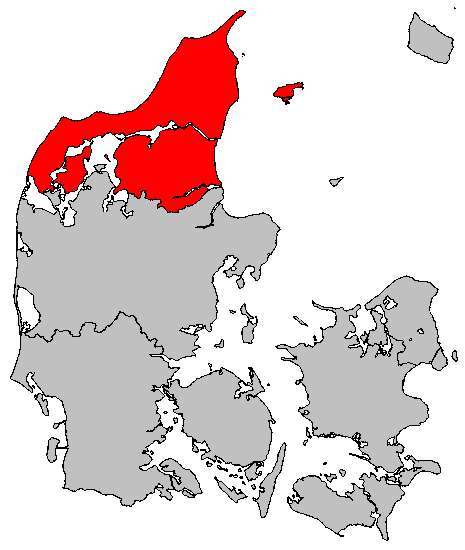
북윌란 지역의 위치

북윌란 지역(덴마크어: Region Nordjylland)은 덴마크를 구성하는 5개 지역 가운데 하나로, 중심 도시는 올보르이며 면적은 8,020km2, 인구는 578,839명(2008년 기준)이다. 2007년 1월 1일에 실시된 행정 구역 개편 당시에 노르윌란주 전체 지역과 비보르주의 북부 지역, 오르후스주의 일부 지역을 합병하여 신설되었으며 11개 지방 자치체를 관할한다.

## 지방 자치체 목록

북윌란 지역의 지방 자치체

| 지방 자치체                       | 면적(km2)  | 인구(2012년 1월 1일 기준) |
| --------------------------------- | ---------- | ------------------------- |
| 올보르시(Aalborg)                 | 1,137.2km2 | 201,142명                 |
| 예링시(Hjørring)                  | 926.2km2   | 66,178명                  |
| 프레데릭스하운시(Frederikshavn)   | 650.3km2   | 61,158명                  |
| 티스테드시(Thisted)               | 1,068.6km2 | 44,908명                  |
| 마리아게르피오르시(Mariagerfjord) | 718.2km2   | 42,429명                  |
| 야메르부그트시(Jammerbugt)        | 863.9km2   | 38,611명                  |
| 베스티메를란시(Vesthimmerland)    | 769.9km2   | 37,534명                  |
| 브뢰네르슬레우시(Brønderslev)     | 633.0km2   | 35,754명                  |
| 레빌시(Rebild)                    | 621.3km2   | 28,911명                  |
| 모르쇠시(Morsø)                   | 366.5km2   | 21,474명                  |
| 레쇠시(Læsø)                      | 118.9km2   | 1,897명                   |